# Turandot
Turandot és una òpera en tres actes de Giacomo Puccini, sobre llibret italià de Giuseppe Adami i Renato Simoni, basat en la peça teatral homònima (1762) de Carlo Gozzi. Va quedar inacabada a la mort de Puccini el 1924, i va ser completada per Franco Alfano. L'estrena va tenir lloc al Teatro alla Scala de Milà, el 25 d'abril de 1926, dirigida per Arturo Toscanini, incloent-hi només la música de Puccini, sense les addicions d'Alfano.Les posteriors representacions han emprat la partitura completa.
Turandot és un mot persa que significa "la filla de Turan". Turan és una regió de l'Àsia central que va formar part de l'Imperi Persa. Segons l'expert en la música de Puccini, Patrick Vincent Casali, la "t" final no ha de sonar en la pronúncia d'aquesta paraula, i Puccini mai no la va pronunciar (d'acord amb Rosa Raisa, la primera cantant a interpretar el paper protagonista) i, segons les notes de Casali, l'estructura musical de la major part de les entonacions del nom per part de Calaf fan del so de la t final quasi un impossible.

## Origen i context
La història de Turandot es va derivar de la col·lecció de contes Les Mille et un Jours (Mil i un dies) de François Pétis de La Croix (1722), suposadament traduïda d'un original persa (Hezar o-yek shab) desaparegut. S'hi troba el personatge de "Turandokht" ("filla de Turan"), freda princesa xinesa. En tot cas, la primera versió de la història apareix en el cant del pavelló vermell de Les set princeses del poeta persa Nizami (1141-1204), on una princesa eslava (no se'n diu el nom en cap moment) posa proves als candidats a casar-s'hi: molts moren en l'intent i, finalment, un jove príncep supera les proves i resol els enigmes.
El relat francès de Turandokht és un dels més coneguts de l'obra de La Croix. A partir d'ell, el comediògraf venecià Carlo Gozzi va escriure i estrenar la seva obra Turandot, principessa della Cina. Poc després, Friedrich Schiller va fer l'esborrany d'un drama amb el títol Turandot, que mai no va acabar.
Puccini va començar el seu treball sobre Turandot el març de 1920, després d'un encontre amb els llibretistes Giuseppe Adami i Renato Simoni. La composició va començar el gener de 1921. El març de 1924 havia completat tota l'òpera excepte el duet final. Això no obstant, estava insatisfet amb el text del duet final, i no hi va continuar fins al 8 d'octubre, quan va decidir-se per la quarta versió que Adami li va presentar del duet. El 10 d'octubre li va ser diagnosticat un càncer de gola i algunes setmanes més tard va traslladar-se a Brussel·les per sotmetre's a tractament mèdic. Ací li va ser realitzada una intervenció quirúrgica el 24 de novembre, però va morir arran de les complicacions el 29 de novembre de 1924.
Va deixar 36 pàgines d'esbossos en 23 fulls per al final de Turandot, junt amb instruccions que Riccardo Zandonai havia d'ocupar-se d'acabar l'òpera. El fill de Puccini, Tonio, va objectar-hi, i Franco Alfano va ser triat per organitzar i donar forma als esbossos. Alfano va proporcionar una primera versió del final amb pocs passatges de la seua pròpia inspiració, i amb unes poques frases afegides al text que es considerava incomplet fins i tot pel mateix Puccini. Després de severes crítiques per part de l'editor Ricordi i del director Arturo Toscanini, es va veure obligat a compondre una segona versió molt més fidel als esbossos de Puccini, fins al punt que va eliminar part del text d'Adami perquè Puccini no havia deixat cap nota sobre la música. La preocupació real de Ricordi no era la qualitat de la música, sinó que aquesta sonés com si hagués estat composta pel mateix Puccini i, per tant, l'aportació d'Alfano havia de ser subtil.
El debat sobre quina de les dues versions és la millor és encara obert, però el consens tendeix a considerar millor el primer final. L'escrutini dels esbossos, que més tard Ricordi va deixar a l'anàlisi dels experts (i que fins i tot han estat publicats), mostren com Alfano fins i tot no va utilitzar-ne la majoria, amb l'excepció d'aquells amb un emplaçament obvi i d'un curt tema que va transformar lliurement i que va emprar per a garantir la continuïtat estilística. Des de l'any 1976 al 1988 la compositora americana Janet Maguire, convençuda que el final complet romania codificat als esbossos, va compondre un nou final, que mai no va ser interpretat. El 2001 Luciano Berio va compondre un nou final oficial, que va tenir una tèbia acollida.

## Representacions
L'estrena de Turandot va tenir lloc a La Scala de Milà, el diumenge, 25 d'abril de 1926, 1 any i 5 mesos després de la mort de Puccini.
En mig de l'acte III, dos compassos després de les paraules Liù, poesia!, l'orquestra va aturar-se. Toscanini va aturar-se també i va abaixar la batuta. Va girar-se cap al públic i anuncià: Qui finisce l'opera, perché a questo punto il maestro è morto ("Ací acaba l'òpera, perquè en aquest punt el mestre va morir"). El teló va caure lentament. Les següents representacions van incloure el final d'Alfano. Turandot és una òpera que ha gaudit d'una gran popularitat. D'acord amb Opera America, és avui dia la dotzena òpera més representada als Estats Units.

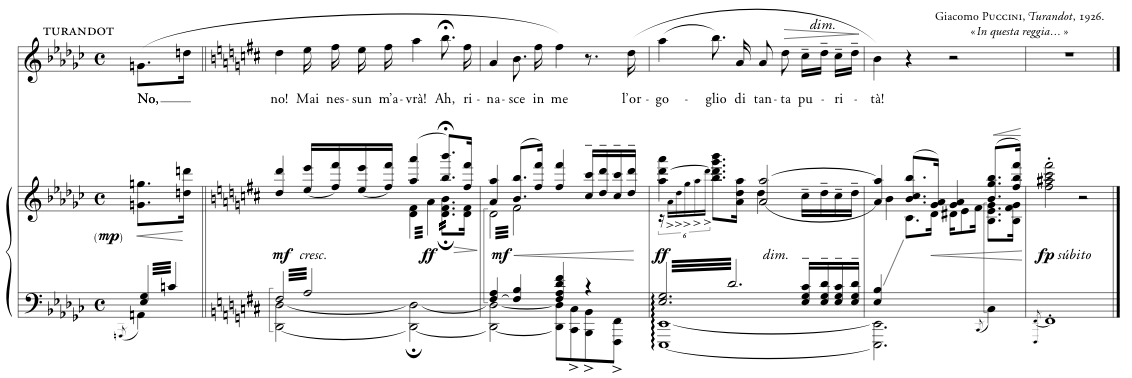
"In questa reggia" — Una cita de la partitura.

Durant molts anys la República Popular de la Xina ha prohibit les representacions de Turandot perquè consideraven que l'òpera retratava la Xina i els xinesos de manera poc favorable. A les darreries de la dècada del 1990 van transigir, i el setembre de 1998 es va interpretar l'òpera durant vuit nits seguides a la Ciutat Prohibida, amb decorats opulents i la participació com a extres de soldats de l'Exèrcit d'Alliberament Popular. Es va tractar d'una coproducció internacional, amb el director Zhang Yimou com a coreògraf i Zubin Mehta com a director. Els papers principals van ser interpretats per Giovanna Casolla com la princesa Turandot, Sergey Larin com Calaf, i Barbara Frittoli com Liù.
Com en el cas de Madama Butterfly, Puccini es va preocupar per l'autenticitat musical (almenys per a l'orella occidental) amb l'ús de música xinesa. Es poden detectar vuit temes en la partitura que deriven de música tradicional xinesa.

## Sinopsi argumental
Posada en escena
Lloc: Pequín, capital de la Xina
Temps: en temps llegendari

### Acte I
Davant el palau imperial
Un mandarí anuncia la llei del país (Popolo di Pechino! La legge è questa...): Qualsevol home que desitge casar-se amb Turandot, haurà de respondre als tres enigmes que ella proposarà. Si falla, serà decapitat. El príncep de Pèrsia ha fallat i ha de ser decapitat a la sortida de la lluna. Quan la gentada entra per les portes del palau demanant sang, empeny un home cec, que cau a terra; la seua esclava, Liù, demana ajuda. Un jove sent els crits i reconeix en l'home cec el seu pare, Timur, el deposat rei de Tartària, de qui s'havia separat i extraviat temps enrere. El jove príncep demana a son pare que no en revele el nom perquè tem els soldats xinesos que van conquerir Tartària. Timur conta a son fill que, entre tots els seus servents, només Liù li ha romàs fidel. Quan el príncep pregunta a l'esclava el perquè d'aquesta fidelitat, ella diu que una vegada, fa molt de temps, ell va somriure-li.
La lluna ix i la gentada que demana sang resta en silenci. El condemnat príncep de Pèrsia passa entre la multitud adreçant-se al cadafalc i la gentada sent pietat del jove, i demana clemència a Turandot. Apareix la princesa, i amb un simple i imperiós gest ordena que continue l'execució. El príncep de Tartària, que mai no havia vist Turandot, se n'enamora sobtadament. El condemnat crida el nom de Turandot amb eufòria, la multitud crida d'horror: el príncep de Pèrsia ha estat decapitat. Timur demana a son fill que desistisca, i Liù, que n'està secretament enamorada s'aclama Signore, Ascolta per tal que no intente encertar els enigmes. Els ministres Ping, Pang i Pong entren en escena i avisen el príncep que Turandot és inabastable. El príncep refusa escoltar-los i s'adreça al gong que penja en la façana del palau. Dient el nom de Turandot, colpeja el gong tres voltes, cosa que significa que es declara pretendent. Ping, Pang i Pong riuen i cau el teló.

### Acte II
Escena 1
Un pavelló del palau imperial. Abans de l'eixida del sol.
Ping, Pang i Pong es queixen de la seua feina de ministres perquè els toca d'ocupar-se dels documents oficials i de presidir cerimònies més llargues que un dia sense pa. Mentre s'estan preparant per a un nou funeral o un casament. Ping, de sobte, recorda la seua casa a Honan, amb el petit estany envoltat de bambús. Pong recorda el bosc que té prop de Tsiang, i Pang evoca els seus jardins prop de Kiu. Tots tres comparteixen records de la vida lluny de palau, però els colpeja la realitat del regnat sagnant de Turandot. Sovint han d'acompanyar a homes joves al patíbul i recorden sempre llur paorós destí.
En sonar les trompetes de palau, els ministres es preparen per a una altra cerimònia i esperen l'entrada de l'emperador.
Escena 2
El pati del palau. A l'alba.
L'emperador Altoum, pare de Turandot, seu en el gran tron de palau. Suplica tres vegades al príncep que abandoni el seu repte, i tres vegades el príncep ho refusa. Turandot entona l'ària In questa reggia, en què explica que la seua avantpassada de fa milers d'anys, la princesa Lo-u-Ling, va ser violada i assassinada per un estranger, i ara com a venjança ella ha decidit que cap home la posseirà. Demana al príncep que ho deixe córrer, però també ell ho rebutja. Llavors la princesa planteja el primer enigma: "En la fosca nit vola un fantasma iridescent. S'eleva i desplega les ales sobre la negra i infinita humanitat. Tothom ho invoca i tothom ho implora, però el fantasma desapareix amb l'aurora per renéixer en el cor. I cada nit neix i cada dia mor!". El príncep respon correctament: l'esperança. La princesa, nerviosa, presenta el segon enigma: "Sorgeix com una flama, i no és flama. És de vegades deliri. És febre d'ímpetu i ardor. La inèrcia ho torna en llanguiment. Si es perd o mors, es refreda. Si anheles la conquesta, s'inflama. Té una veu, que escoltes palpitant, i de l'ocàs, el viu resplendor" El príncep pensa un moment abans de respondre: la sang. Turandot s'inquieta i planteja el tercer enigma: "Gel que t'inflama i amb el teu foc encara més es gela. Càndida i fosca. Si lliure et vol, et fa més esclau. Si per esclau t'accepta, et fa rei". Mentre el príncep pensa, Turandot el mira. De sobte, ell crida la victòria i respon: Turandot!.
La gentada aclama el príncep triomfant. Turandot es llança als peus de l'emperador i li suplica que no la lliuri a l'estranger. L'emperador objecta que el jurament és sagrat i que el deure de Turandot és casar-se amb el príncep. Turandot xiscla d'angoixa, però el príncep l'atura dient-li que també ell vol proposar-li un enigma. "Tu no saps com em dic, digues-me el nom", li diu. "Si endevines com em dic abans de l'alba, a l'alba seré mort". Turandot accepta. L'emperador declara la seua esperança de poder convertir el príncep en gendre i considerar-lo fill a l'eixida del sol. Surt d'escena i cau el teló.

### Acte III
Escena 1
Els jardins de palau. De nit.
En la llunyania, els heralds reciten el ban de Turandot: "Aquesta nit, ningú no ha de dormir a Pequín! Es castigarà tothom amb la mort si el nom del príncep no s'ha esbrinat a l'alba!" El príncep, en l'ària Nessun dorma, anticipa la seua victòria. Ping, Pang i Pong apareixen i ofereixen al príncep dones i riqueses si desisteix d'obtenir Turandot, però ell ho refusa. Un grup de soldats porten Timur i Liù. Van ser vists parlant amb el príncep, de manera que en deuen saber el nom. Turandot apareix i ordena a Timur i Liù que parlin. El príncep simula ignorància, assegurant que no en saben res. Liù declara que només ella coneix el nom del príncep, però que mai no el revelarà. Turandot hi insisteix, però com que Liù es nega a dir-li-ho, és torturada. Turandot s'ha adonat de la punyent resolució de Liù i li pregunta què és el que dona tanta força al seu cor. Liù respon: "Princesa, l'amor!". Turandot ordena que obtinga de Liù el nom del príncep per mitjà del turment. Liù es dirigeix a Turandot amb l'ària "Tu che di gel sei cinta," dient-li que també ella aprendrà el que és l'amor. I, a continuació, Liù furta una daga a un soldat i s'apunyala a si mateixa. Mentre s'adreça cap al príncep, cau morta; i la multitud clama demanant-li el nom del príncep. Atès que Timur és cec, li han de dir que Liù és morta, i llavors s'exclama d'angoixa. Timur adverteix que els déus han estat ofesos amb aquest ultratge i la multitud resta avergonyida i esporuguida. L'afligit Timur i la multitud acompanyen el cos de Liù. Fins i tot, Pang i Pong expressen remordiment i deixen Turandot i el príncep sols.
[Ací va acabar la faena de Puccini. La resta de la música va ser completada per Franco Alfano.]
El príncep tracta de convéncer Turandot que l'estima. Inicialment ella el rebutja, però després que ell la besi se sent assaltada per la passió. Mentre ix el sol, el príncep li revela el seu nom: Calaf, fill de Timur.
Escena 2
El pati de palau. A l'alba.
Turandot i Calaf s'acosten al tron de l'emperador. Ella diu que ja sap el nom del príncep: "El seu nom és... amor!" La multitud els aclama i cau el teló.

## Fragments cèlebres
- "Signore, ascolta" -- "Senyor, escolta" (Liù)
- "Non piangere, Liù" -- "No plores, Liù" (Calaf)
- "In questa reggia" -- "En aquest palau" (Turandot)
- "Nessun dorma" -- "Que ningú no dormi" (Calaf)
- "Tanto amore segreto" -- "Tant d'amor secret" (Liù)
- "Tu che di gel sei cinta" -- "Tu que de gel ets abillada" (Liù)
- "Del primo pianto" -- Del primer plany (Turandot — de l'escena final no completada per Puccini)